# Тахер, Алауи Мохамед
Алауи Мохамед Тахер (род. 15 июля 1971) — джибутийский дзюдоист, представитель лёгкой весовой категории. Выступал за сборную Джибути по дзюдо в начале 1990-х годов, участник летних Олимпийских игр в Барселоне.

## Биография
Алауи Мохамед Тахер родился 15 июля 1971 года.
Наивысшего успеха в дзюдо добился в сезоне 1992 года, когда вошёл в основной состав джибутийской национальной сборной и благодаря череде удачных выступлений удостоился права защищать честь страны на летних Олимпийских играх в Барселоне. Отправился на Игры в составе делегации, куда также вошли семь спортсменов из других видов спорта. Соревнуясь в категории до 71 кг, уже в первом поединке на стадии 1/16 финала потерпел поражение от израильтянина Шай-Орэна Смаджи и тем самым лишился всяких шансов на попадание в число призёров.
После Олимпиады Тахер больше не показывал сколько-нибудь значимых результатов в дзюдо на международной арене.